# Irina Belenkova
Irina Sergueïevna Belenkova (en russe : Ирина Сергеевна Беленкова) est une ancienne joueuse de volley-ball russe née le 19 septembre 1987. Elle mesure 1,90 m et jouait au poste de centrale. 

## Clubs
| Club                  | De        | À         |
| --------------------- | --------- | --------- |
| SDUSHOR-65            | 2002-2003 | 2003-2004 |
| MGFSO Moscou          | 2004-2005 | 2005-2006 |
| Indesit Lipetsk       | 2007-2008 | 2008-2009 |
| Sparta Nijni Novgorod | 2009-2010 | 2011-2012 |
| Proton Balakovo       | 2012-2013 | 2013-2014 |